# It's Your Move
«It's Your Move» es una canción escrita por Doug Parkinson, quien la grabó y publicó por primera vez en marzo de 1983 en el álbum Heartbeat to Heartbeat.

## Versión de América
Unos meses después del lanzamiento inicial de la canción, fue publicada por la banda America, retitulada  como «Your Move», en un álbum con el mismo nombre .

## Versión de Diana Ross
En 1984, Diana Ross interpretó y grabó una versión de la canción. La canción fue parte del álbum Swept Away.

### Versión de Macintosh Plus
La versión de Diana Ross fue sampleada más tarde en la canción de vaporwave de 2011 «リ サ フ ラ ン ク 420 / 現代 の コ ン ピ ュ ー» (Lisa Frank 420 / Modern Computing) de Macintosh Plus. En esta canción se ralentizaron las muestras de la canción original, usando la técnica de chopped and screwed, modificando el tono. La canción se convirtió en un meme de internet en todo el mundo.